# Gribskov (municipio)

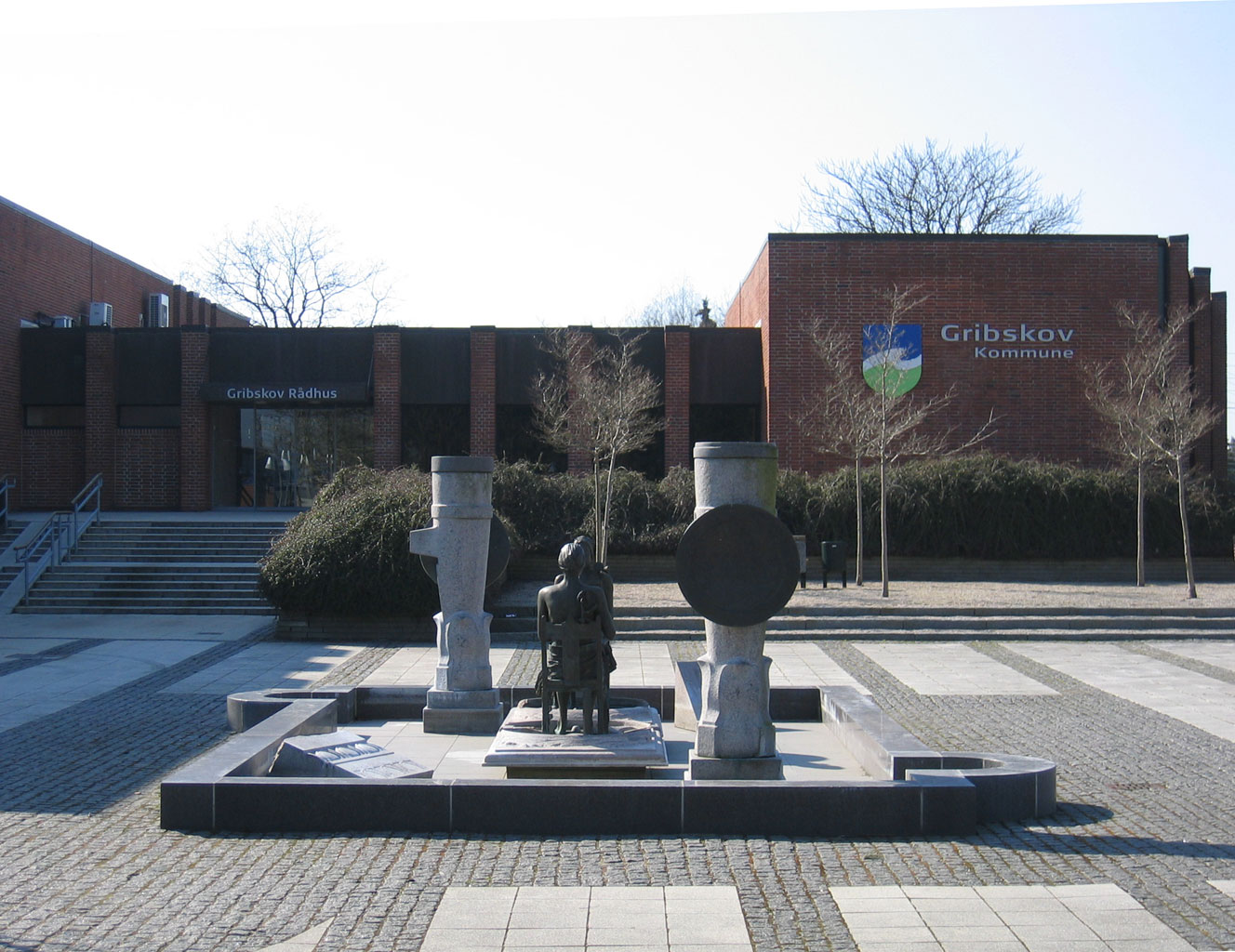
Ayuntamiento de Gribskov

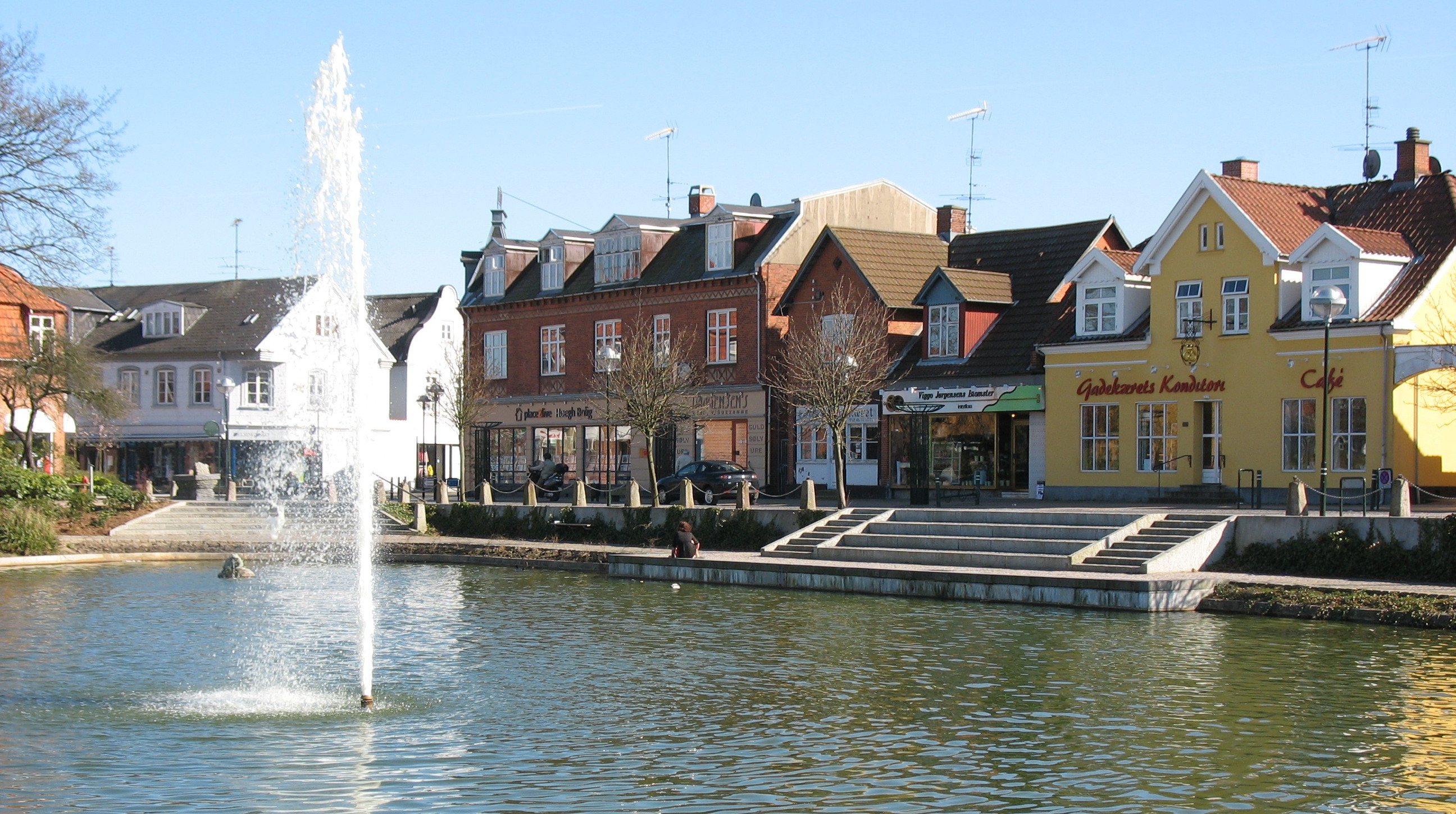
Helsinge, capital de Gribskov

El municipio de Gribskov es un municipio (kommune) de Dinamarca situado en el noreste de Selandia, en la Región de la Capital. Tiene una población estimada, a principios de 2021, de 40.971 habitantes.
Debe su nombre al bosque homónimo, uno de los mayores del país. Es, después de Bornholm, el mayor municipio de la Región Capital. En 2021 tiene 23 localidades urbanas.
Su capital y mayor localidad es Helsinge. El municipio fue creado en 2007 por la fusión de los antiguos municipios de Græsted-Gilleleje y Helsinge.
Limita al norte con el Kattegat, al oeste con Halsnæs, al sur con Hillerød y al este con Elsinor y Fredensborg.

## Localidades
En 2013, el municipio tenía una población de 61.613 habitantes. Tenía 24 localidades urbanas, donde vivían 34.711 habitantes. Otras 5.869 personas vivían en áreas rurales y 75 no teníanresidencia fija.
| Localidades más pobladas de Gribskov |                       |                  |
| N.º                                  | Localidad             | Población (2013) |
| 1                                    | Helsinge              | 7.952            |
| 2                                    | Gilleleje             | 6.573            |
| 3                                    | Græsted               | 3.547            |
| 4                                    | Hornbæk-Dronningmølle | 1.695            |
| 5                                    | Ramløse               | 1.607            |
| 6                                    | Tisvilde              | 1.533            |
| 7                                    | Annisse Nord          | 1.414            |
| 8                                    | Smidstrup             | 1.380            |
| 9                                    | Blistrup              | 1.172            |
| 10                                   | Udsholt Strand        | 1.153            |